# Молдавський флуєр
Молдавський флуєр (рум. fluier moldovenesc, також рум. fluier fără dop, буквально — «без заглушки») — традиційний пастуший духовий інструмент,  що належить до напівпоперечних відкритих флейт. Поширений у північних районах історичної Молдови та частково на півночі Трансільванії.
Інструмент являє собою циліндричну трубку з відкритими кінцями, та косим (напівпоперечним) амбушуром, без свисткового пристрою. Зазвичай виготовляється з дерева, іноді з металу, має шість ігрових отворів. Розрізняють малі (25—35 см), середні (35—45 см) і великі (понад 50 см, переважно близько 90 см) флуєри; найуживаніші — малі та великі моделі. На відміну від більш поширених свисткових різновидів, молдавський флуєр вимагає самостійного формування повітряного струменя губами, спрямованого на край отвору. Це забезпечує широкий тембровий спектр, гнучкі динамічні можливості та високу виразність. Звук зазвичай описують як м’якший і тепліший, насичений обертонами, тоді як свисткові флуєри вирізняються яскравим і стійким, але менш гнучким тембром. Традиційна манера гри часто супроводжується гортанним фоновим звуком (рум. ison gutural; ison gâjâit; gemut) — архаїчним прийомом, що створює характерний резонуючий ефект.
Флуєр відігравав важливу роль у пастушій культурі: як музичний інструмент, як ритуальний атрибут і як засіб комунікації. Його звучання супроводжувало обряди, пов'язані з охороною стада, ініціацією, залицянням; використовувалося як сигнальний інструмент, а також у танцях, святкових і поховальних дійствах. Репертуар охоплював широкий спектр функцій — від магіко-обрядових до розважальних — і відбивав основні сфери життя сільської громади.

## Дослідження, транскрипції та звукозапису
Перші транскрипції традиційних буковинських мелодій на флуєрі, зібраних у зоні поширення молдавського флуєра, здійснив фольклорист Александру Воєвідка у 1907—1909 роках.
У 1913 році в Марамуреші (північна Трансільванія) Бела Барток описав відкриті флуєри із зарізом та шістьма ігровими отворами. Він розрізняв два типи цих інструментів: трішку (рум. trişcă, короткий флуєр довжиною 30—40 см) і флуєр лунг (рум. fluier lung, буквально «довгий флуєр», у два і більше разів довший). Серед зафіксованих ним мелодій були пісня про «втрачені вівці», хора лунга (рум. hora lungă, регіональний термін для дойни), а також танцювальні мелодії. Барток зробив як звукозаписи, так і нотні транскрипції.
У 1930-х роках етномузиколог Константин Бреїлою зафіксував використання флуєрів без свисткового пристрою під час польових досліджень у румунській Буковині.
Румунський органолог традиційних інструментів Тіберіу Александру присвятив молдавському флуєру окремий розділ у класичній монографії «Музичні інструменти румунського народу» (1956).
Монографія молдавського дослідника Василя Киселиці «Інструментальна музика північної Буковини. Репертуар для флуєра» (2002) заснована на матеріалах етнографічних експедицій 1982—1990 років. У ній розглянуто органологічні, жанрові, мелодійні та інші аспекти традиції гри на флуєрі серед румунського населення північної Буковини (нині Чернівецька область України). Видання містить значну кількість нотних транскрипцій.
2010 року музиколог Констанца Крістеску опублікувала каталог традиційних музичних записів, зроблених у другій половині XX століття в румунській Буковині, де подано зразки виконання на великих та малих відкритих флуєрах.
Монографія «Архаїчний музичний стиль регіону Редеуць» (2013), підготовлена дослідниками Флорином Буческу та Віорелом Бирляну з Ясс, містить опис та транскрипції архаїчного шару музичної традиції Буковини, включаючи мелодії, що виконувались на молдавському флуєрі. Автори позначають цей стиль терміном рум. bătrâneasca (старовинний). До видання додається аудіодиск із польовими записами, зробленими авторами у 1960—1970-х роках.
У 2018 році етномузиколог Овідіу Папане опублікував дослідження «Напівпоперечні флуєри з Молдови» (2018), присвячену органологічним особливостям тилинки та молдавського флуєра.

## Типологія та конструкція флуєрів
Флуєр — традиційний румунський духовий інструмент, представлений у 17 різновидах, що розрізняються за конструкцією: одиночні та здвоєні, поздовжні, поперечні та напівпоперечні, відкриті або зі свистковим пристроєм, з різним числом ігрових отворів або зовсім без них. Імовірно, назва походить від латинського дієслова лат. flare — дути.
Як і народні пісні, традиційні музичні інструменти відрізняються від одного регіону країни до іншого, їх розвиток відбувався в специфічних історико-культурних умовах. Так, флуєр зі свистковим пристроєм та шістьма ігровими отворами поширений на півдні Румунії — в Олтенії, Мунтенії, Добруджі та південній Молдові. Подовжений різновид з п'ятьма отворами в Олтенії називається кавалом (олтенський або румунський кавал). У невеликій частині Олтенії зустрічаються також народні поперечні флейти.
У Добруджі поширений відкритий флуєр із шістьма ігровими отворами на лицьовій стороні та додатковим отвором на тильній. Тут також використовується більший болгарський кавал — відкрита напівпоперечна флейта, що складається з трьох секцій і має сім ігрових отворів на передній стороні, один додатковий отвір на тильній стороні та чотири резонаторні отвори в нижній частині інструменту.
У північних регіонах Румунії — особливо на півночі історичного регіону Молдова та Буковині (включаючи її українську частину ) — поширені відкриті флуєри без свисткового пристрою. До них відноситься тилинка — найпростіша напівпоперечна флейта без ігрових отворів, довжиною близько 80 см, а також напівпоперечні флуєри з шістьма ігровими отворами. Тіберіу Александру класифікував такі флуєри як «молдавські».
Флуєр без свисткового пристрою вважається більш архаїчною формою порівняно з флуєром зі свистком. Деякі дослідники розглядають молдавський флуєр як перехідну форму між тилинкою та більш поширеними флуєрами зі свистковим пристроєм.

## Молдавський флуєр: ареал та локальні назви

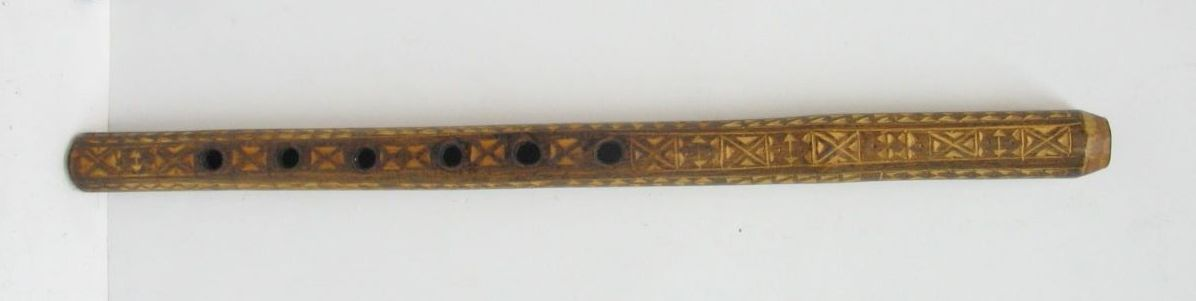
Малий флуєр, майстер Міхай Лекетуш (1924, бузина, 31,5 см)

Флуєр без свисткового пристрою та з шістьма ігровими отворами є характерним для північної частини історичної Молдови. Він поширений у жудецях Сучава, Бакеу, Ясси, серед румунського населення української Буковини, а також на прилеглих до румунської Буковини територіях Трансільванії — в районах Несеуд, Бистриця, Топліца, куди потрапив із зони Ватра-Дорней.
На півночі та північному заході румунської Буковини малий флуєр називають флуераш (рум. fluieraş), а великий інструмент — флуєр маре (рум. fluier mare).
Слово «флуєраш» уживається також у значенні «виконавець на флуєрі».
У центральній Молдові малий інструмент може називатися тришкою, а великий — кавалом, за аналогією з олтенським кавалом.
В області поширення молдавського флуєра відомий також флуєр зі свистковим пристроєм, який у північних районах теж називають тришкою.
Тіберіу Александру зазначав, що множинність назв для одного інструмента або, навпаки, уживання одного терміна для позначення різних інструментів є типовим явищем у румунській народній інструментальній традиції.
Василе Киселиця на прикладі північної Буковини (Україна) також підкреслював варіативність народної термінології. Хоча найпоширенішим є загальний термін флуєр, використовуються й спеціальні назви, що відбивають морфологічні відмінності. Так, подовжені флуєри (50—80 см і більше) називають «великими» або «довгими», інструменти довжиною 25—35 см без свистка — «малими», а інструменти зі свистковим пристроєм — «флуєрашами». Термін «кавал» у північнобуковинській традиції не вживається. Здвоєний флуєр у деяких місцях зветься «тришкою» і складається з двох дерев’яних трубок: одна має шість ігрових отворів, інша — без отворів.
Подібні відкриті народні флейти з шістьма ігровими отворами зустрічаються в карпатському регіоні у гуцулів: фрілка (довжиною 30—40 см) і флояра (близько 60 см). Ці паралелі відображають загальну структуру карпатської пастуської культури, що сформувалася в ході міжетнічних контактів, у тому числі у зв'язку з міграцією румунського (волоського) населення в XIII—XIV століттях. У середньовічних хроніках відзначається поширення пастуших поселень, організованих за «волоським правом» (лат. jus valachicum), серед слов'янських народів Центральної Європи — в Галичині, Словаччині, польському Підгалі, Моравській Валахії. Назва пастушої флейти — флуєр — набула широкого поширення в різних формах та в інших народів Карпат: фурулія (угор. furulya), фуяра (у словаків), фуярка (регіон Підгале, Польща).

## Конструкція

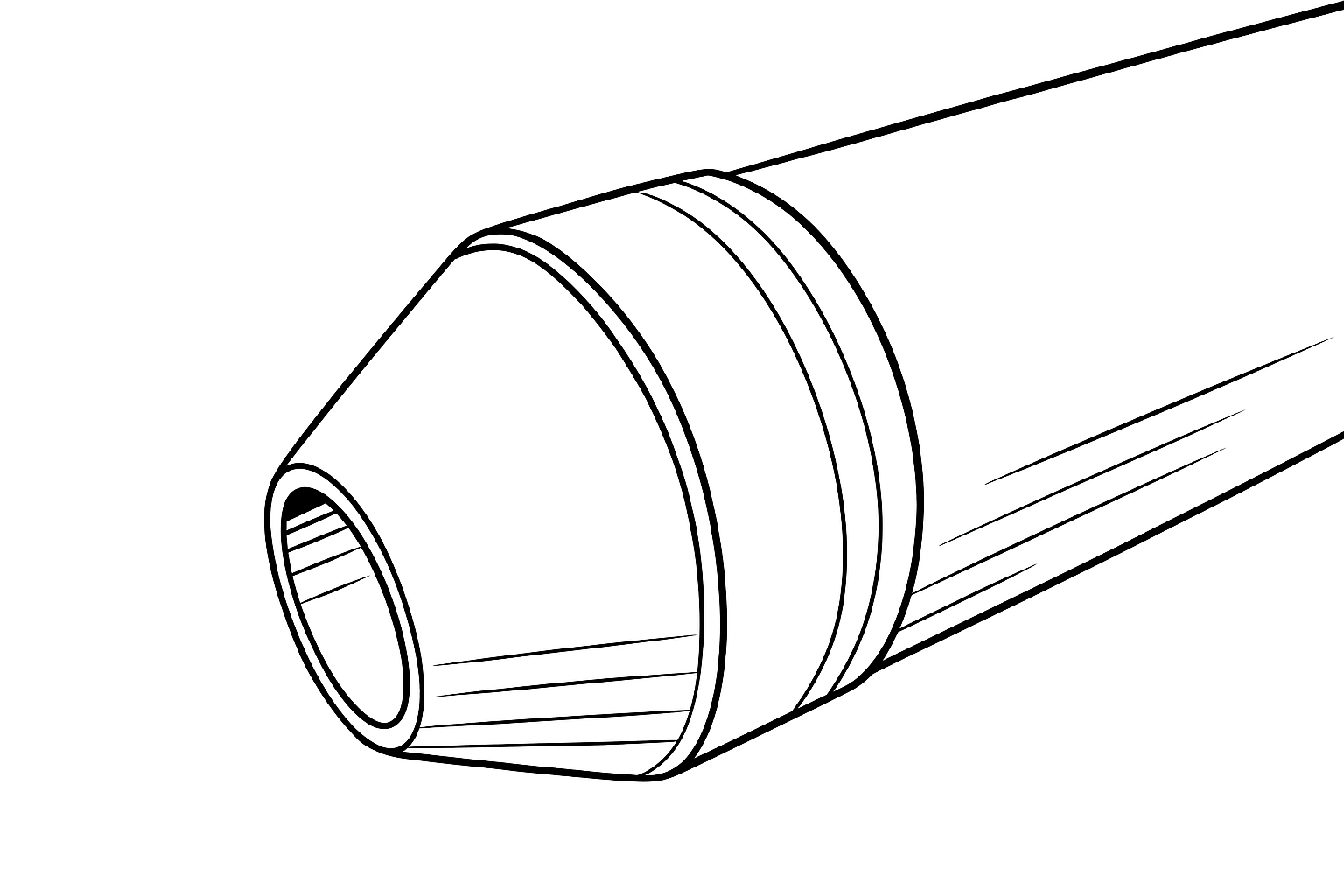
Амбушур молдавського флуєра

Молдовські флуєри належать до напівпоперечних флейт без свисткового пристрою — трубок, відкритих з обох кінців. Кінець, у який дують, має конічне звуження (рум. e rostit; are rost), що полегшує видобування звуку. Дерев'яні флуєри мають злегка конічну форму, металеві — циліндричну.
За розміром розрізняють малі (25—35 см), середні (35—45 см) і великі флуєри (50—80 см і більше). Зберігся також екземпляр довжиною 105 см, що належав високому чабану.
Інструмент має шість ігрових отворів на лицьовій стороні, прорізаних по прямій лінії. На великих флуєрах отвори згруповані по три, на малих — розміщені рівномірно. Отвори частіше мають еліптичну форму (орієнтовані вздовж осі), рідше круглу. Відстань від нижнього краю трубки до першого отвору значно більша за інтервали між наступними, а шостий отвір міститься приблизно посередині інструмента.
Розміри та пропорції змінюються залежно від конкретного зразка, що пояснюється особливостями вимірювальних методів, які застосовують народні майстри.
Для виготовлення дерев’яних флуєрів використовують місцеві тверді породи: для довгих — клен, ліщину, рідше ясен; для малих та середніх — сливу, вишню, бузину. Від XX століття поширилися також металеві інструменти, виготовлені з латуні, міді або алюмінію. Дерев'яні флуєри звучать м'якше й тепліше, краще тримають лад при температурних перепадах, але є більш крихкими. Металеві відзначаються гучнішим і різкішим тембром.

## Традиційна технологія виготовлення
Усі типи молдавських флуєрів виготовляються як самими виконавцями, так і сільськими майстрами. Багато музикантів віддають перевагу власноручному виготовленню інструментів, добираючи їх за довжиною руки та налаштовуючи звучання відповідно до індивідуальних потреб. Конструкція інструменту відносно проста, а методи вимірювання здебільшого емпіричні — із застосуванням пальців, мотузки, трісок тощо. Унаслідок цього стрій флуєрів, як правило, нетемперований і варіює від одного зразка до іншого. Лише окремі майстри домагаються стандартизації звучання відповідно до камертону.
Виконавець та народний майстер Міхай Лекетуш із міста Кимпулунг (Буковина) докладно описав традиційний процес виготовлення молдавських флуєрів. Він починається з вибору свіжої деревини: клена, вишні, ліщини, бука, в'яза, горобини, груші, черешні або бузини. Заготівлю здійснюють узимку. Свіжу гілку щільно обмотують шнуром і просвердлюють уздовж неї наскрізний отвір. Після цього шнур знімають, кору очищають, деревину обробляють мінеральним маслом і коптять у димарі протягом 5–6 днів. За бажанням перед копченням гілку знову обмотують шнуром — тоді дим залишає на поверхні декоративний візерунок. Оброблене дерево може зберігатися роками, залишаючись придатним для виготовлення інструмента.
Перед остаточною обробкою заготовку обрізають та шліфують. Кінець, у який дують, завжди вибирається з товстого боку, де річні кільця дерева нашаровуються, подібно до черепиці, що полегшує стікання вологи.
Отвори для пальців розмічають по прямій лінії за допомогою мірної рейки (рум. pasnic), після чого свердлять, попередньо проколовши дерево гострим цвяхом. Свердлені отвори зачищають розпеченим залізом. При цьому враховують, що під час висихання деревина дає усадку: так, отвір, просвердлений свердлом 12 мм, може зменшитися до 11 мм.

## Акустика та лад

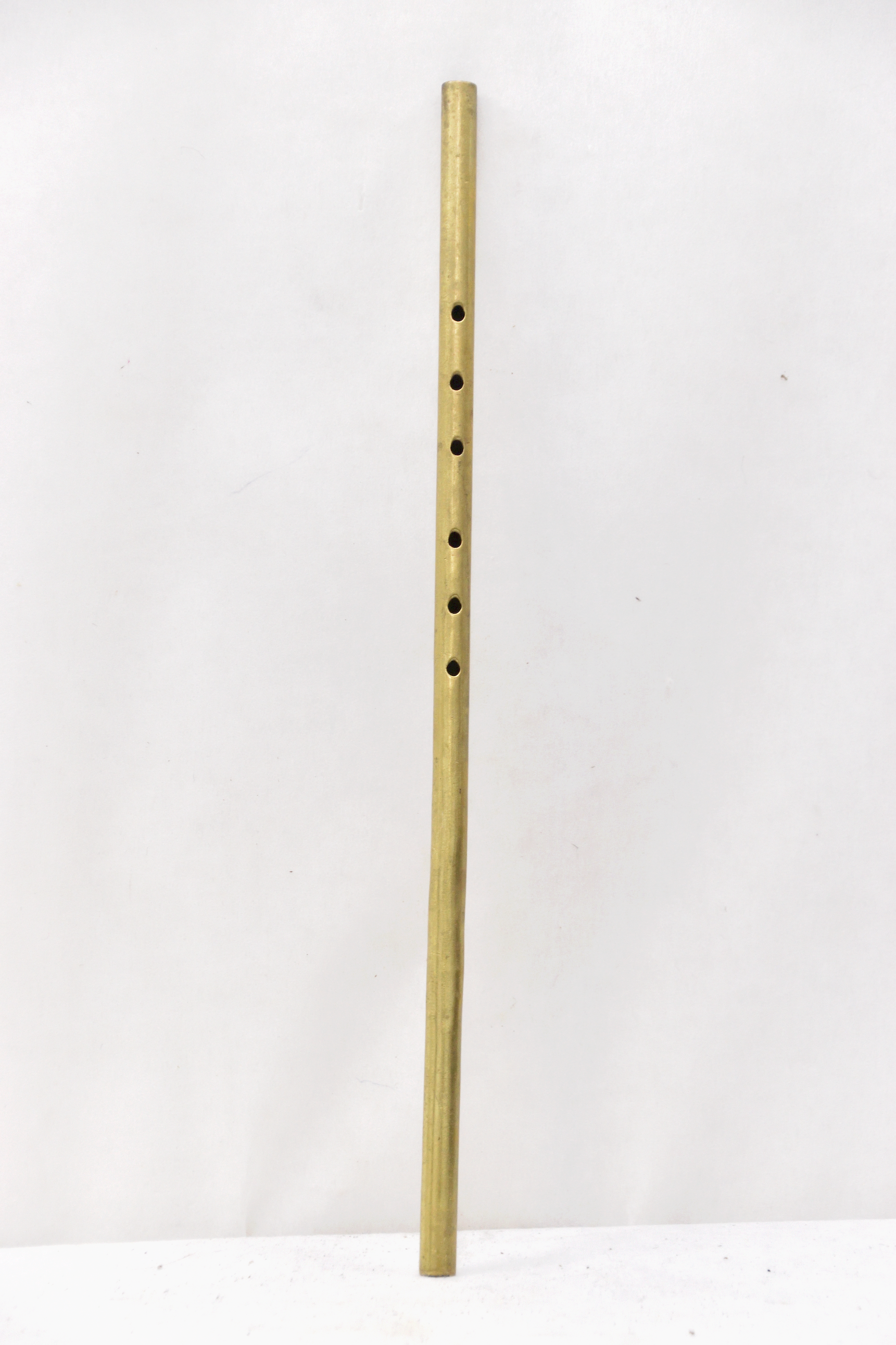
Флуєр маре, мідь (Сучава, Буковина, перша чверть ХХ століття)

Молдавський флуєр звучить завдяки спрямуванню повітряного струменя на загострений край трубки; губи при цьому складаються у легку трубочку. Звук регулюється відкриттям і закриттям ігрових отворів, що змінює довжину повітряної колони. При закритих отворах звучить основний тон, а поступове відкриття формує діатонічний звукоряд. Посилення повітряного потоку забезпечує перехід у другу та частково третю октави. 
Додаткові звуки витягуються за допомогою техніки напіввідкриття отворів або за допомогою альтернативної аплікатури типу «вилка» (нестандартні комбінації частково відкритих та закритих отворів). Висота звуку також може змінюватись за рахунок зміни нахилу інструмента та кута вдування.
Діапазон охоплює приблизно дві октави. Народні виконавці зазвичай говорять про два регістри, називаючи гру в низькому регістрі — рум. pe gros, а у високому — рум. pe subțire. Александру виділяє три регістри: 
- перший включає першу квінту першої октави, має слабкий, свистячий і хрипкуватий тембр; перші дві–три ноти звучать дуже тихо і важко інтонуються;
- другий охоплює решту першої та всю другу октаву, відзначається яскравішим і пронизливішим звуком;
- третій складається з кількох звуків третьої октави (приблизно кварту), які звучать пронизливо і з підвищенням висоти все складніше витягуються.

Через неточність інтонації та різкість тембру крайні звуки низького й високого регістрів практично не використовуються.
Стрій флуєра діатонічний, але варіює залежно від майстра і регіону. Висота звуків та інтервали нестабільні, оскільки інструменти виготовляються вручну, без точних вимірювальних засобів. Довга трубка надає звучанню м'якість і легку «дихальність», особливо помітну у дерев'яних флуєрів.
У 1950–1951 роках Міхай Лекетуш сконструював набір із трьох молдавських флуєрів для одночасної гри трьома виконавцями, що забезпечувало триголосне звучання. До нього входили:
- великий флуєр (54,3 см, внутрішній діаметр 1,5 см) з діатонічним мажорним строєм від ре¹ та злегка підвищеною терцією;
- середній флуєр (31,5 см, 1,3 см) з діатонічним мажорним строєм від ля¹ та злегка зниженою терцією;
- малий флуєр (27 см, 1 см) з темперованим строєм від ре².

Експериментальним шляхом він досяг узгодження їхнього строю за акустичним принципом, коли співвідношення основних тонів наближалося до гармонійних інтервалів квінти та октави, подібно до практики виготовлення інструментів для професійних ансамблів.

## Техніка гри
Звук на флуєрі утворюється завдяки губам, складеним «у трубочку». Інструмент утримується під кутом (напівпоперечно), струмінь повітря спрямовується на загострений край трубки. Таким чином формується звук без використання свисткового пристрою — завдяки розщепленню повітряного струменя на краю, що виконує роль своєрідного «імпровізованого свистка».
Характерною особливістю традиційної гри є застосування гортанного звука, утворюваного голосовими зв’язками. Такий прийом надає мелодії виразності і особливо часто використовується в дойнах та похоронних піснях. Про музиканта, який грає в такій манері, кажуть, що він «грає по-пастушськи». Етномузиколог Констанца Крістеску відзначала, що професійні музиканти нерідко реагували на такі виступи негативно, аж до сміху в залі, вважаючи подібну техніку архаїчною.
Зміна нахилу інструмента та кута вдування дозволяє варіювати висоту звука до півтона, що забезпечує можливість виконання четвертитонів і тонке інтонаційне налаштування. Напівзакриття отворів використовується для одержання проміжних звуків.
Незважаючи на наявність шести ігрових отворів, на практиці часто використовуються лише три верхні; решта застосовується переважно у каденціях. При грі на малому флуєрі звуковидобування супроводжується легким свистом, що формує характерний тембр. Великі флуєри завдяки особливому розташуванню отворів дають змогу виконувати два модальні лади — лідійський і міксолідійський.
Хоча флуєри зі свистковим пристроєм легше у освоєнні, у північній Молдові традиційно віддають перевагу відкритим молдавським флуєрам. Вони відзначаються потужним звучанням і широкими виражальними можливостями, зокрема у варіюванні висоти тону та тембру.

## Навчання
Опанування грою на флуєрі, виховання смаку до музики флуєра та засвоєння відповідного репертуару традиційно передаються від батька до сина, переважно у сім'ях пастухів. Гра на флуєрі, як і саме пастушество, вважалася виключно чоловічим заняттям, за рідкісними винятками.
Процес навчання різним типам флуєрів розподілявся за віковими групами і залежав від особливостей звуковидобування. Флуєр зі свистковим пристроєм потребує менших зусиль, тому вважався придатним для початківців — дітей віком від 5 до 8 років. У селянському середовищі такий флуєр часто сприймався як дитяча забавка («свистіти у флуєр»).
Малим і середнім флуєрам без свисткового пристрою навчаються підлітки 10—14 років: звуковидобування на цих інструментах вимагає застосування особливого амбушюру та значних фізичних зусиль.
Опанування великим флуєром починалося лише в старшому віці — з 16—18 років, одночасно із завершенням мутації голосу та його стабілізацією. Саме тоді ставало можливим відтворення характерного для традиційного виконання гортанного звуку.

## Музичні функції та жанровий склад

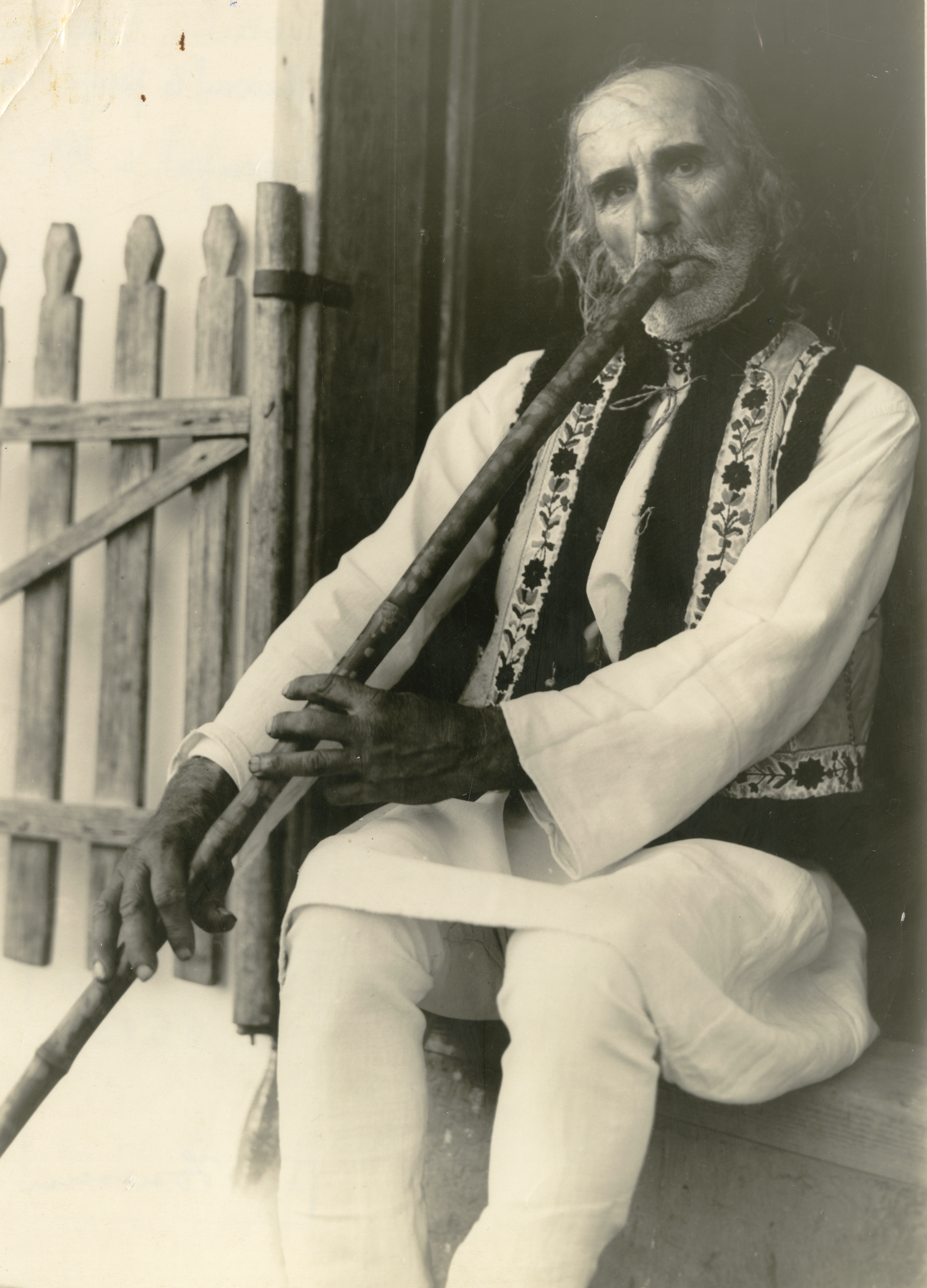
Виконавець на великому флуєрі на похороні, Хуморень, Буковина, 1932

Флуєр займає особливе місце в народній культурі, а музиканти-флуєраші традиційно користувалися повагою в громаді. Це пов’язувалося з сакральними уявленнями про походження інструменту. Народне прислів'я стверджує: «Бог створив флуєр і вівцю, а диявол — чімпой і козу» (рум. Dumnezeu a făcut fluierul şi oaia, în timp ce diavolul a făcut cimpoiul şi capra). Вважалося, що звук флуєра наділений магічними властивостями та «благословенний Богом», тому на нього не поширювалися релігійні заборони: грати на флуєрі дозволялося навіть у піст. Музика флуєра вважалася більш «природною» і протиставлялася іншим видам, особливо леутарської.
Репертуар флуєра охоплює всі основні сфери життя громади. Виділяються п'ять розділів: пастуша музика, музика спілкування, ритуальна музика, танцювальна музика та музика для слухання (рум. de ascultare).
Пастуша музика включає два головні жанри: дорожні награші-сигнали (рум. cântări de drum) і пасовищні мелодії (рум. cântări de plai, буквально — награші плая). Обидва жанри тісно пов'язані з практикою випасу та з віруваннями пастухів.
Cântări de drum — сигнальні мелодії, які виконувалися під час перегону худоби. Вони слугували для орієнтації та утримання стада, особливо вночі: пастух ішов попереду з флуєром, а стадо слідувало за ним. Хоча ці мелодії сягають сягають походженням від сигналів бучума, вони мають розвиненішу структуру та ліричний характер завдяки технічним можливостям флуєра. Іноді їх називають дойною або піснею овець (рум. a oilor), підкреслюючи їх емоційний та утилітарний контекст.
Cântări de plai — награші, що виконуються на пасовищах (на плаї), переважно вранці, зі сходом сонця. Вони пов'язані з магічними та охоронними функціями — звуковим зверненням до божества світла, що символізує життя, достаток і родючість. Незважаючи на те, що їхній початковий зміст забутий, виконавці підкреслюють давнину цієї традиції: так повелося від предків. Мотив сонця вказує на можливий зв'язок із дохристиянськими, зокрема дацькими, культами.
Флуєр відігравав центральну роль в пастушій системі акустичної орієнтації. Поряд з іншими звуковими засобами — пастушим дзвоником з глухим звуком (рум. talanca, talanga), дзвіночком (рум. clopoțel), бубонцем (рум. zurgălău), батогом і бучумом — він забезпечував управління стадом і його захист.
На високогірних пасовищах пастухи грали як для власного задоволення, так і з переконання, що звук флуєра сприяє кращому випасу і удою. Існувало також повір’я, що музика флуєра має охоронну силу: відлякує диких звірів і злих духів (рум. zâne).
Великі флуєри (довжиною 80—90 см) традиційно використовувалися бачами (старшими пастухами, від рум. baci), які не супроводжували стадо, а залишалися на польовому таборі (стині).
На флуєрі також виконують інструментальну версію музичної поеми «Коли чабан втратив овець», і різні дойни — рум. Doina ciobanului, Doina oilor, Doina dimineții, Jelea huțanului, Zicala, Doina de pe coastă, De jele.
Музика спілкування представлена короткими мелодіями, за допомогою яких молоді висловлювали почуття. П'єси з назвами «Коли йшов до дівчат» (рум. Când mergeam la fete) та «Коли повертався від дівчат» (рум. Când veneam de la fete) виконувались юнаками на флуєрі як умовні сигнали для обраних дівчат. Ці мелодії мали ініціаційну функцію і були особливо поширені в середовищі пастухи.
Ритуальна музика поділяється на три групи:
- похоронна — інструментальні голосіння та супровід вокальних плачів (рум. Bocet, De mort, La mort, De bocit, De jele);
- весільна — жалісні пісні (плач) нареченої, пісня про посаг (рум. Cântecul miresei, La zestre, Cântecul nevestelor);
- календарна — різдвяні колінди, театралізовані зимові обряди з масками, зокрема Коза, Танець ведмедя (рум. Colinda, Capra, Jocul ursului, La urătură).

Танцювальна музика становить значну частину репертуару флуєра. Танці, поширені в регіоні: Хора (рум. Hora), Бетута (рум. Bătuta), Корегяска (рум. Corăghiasca), Арканул (рум. Arcanul), Бетриняска (рум. Bătrâneasca), Гуцулка (рум. Huțulca), Русяська (рум. Ruseasca), Козакул (рум. Cozacul), Арделянка (рум. Ardeleanca).
На відміну від інших регіонів, флуєр у Буковині є невід'ємною частиною традиційних селянських тарафів, які супроводжували сільські танці (рум. hora). Так, у складі тарафа Сидора Андроніческу, записаного в 1930-х роках Костантином Бреїлою, були скрипка, флуєр, кобза та контрабас.
Музика для слухання включає:
- музичну поему «Коли чабан загубив овець» (рум. Când și-a pierdut ciobanul oile);
- інструментальні балади (рум. Doina plăieșilor lui Ștefan cel Mare, Jelea haiducului, Doina Carpaților);
- дойни, звані у Буковині також рум. cântec de jele (рум. Doina bătrânilor, Doina de jele, Jelea huțanului);
- ліричні пісні (рум. Cântecul Volocii, Foaie verde de pelin, Cântec, Crești, pădure, și te-ndeasă, Bătrânească).

## Відомі виконавці
Іліе Казаку (рум. Ilie Cazacu або Cazac, 1903—1979) — виконавець на флуєрі, учасник тарафа скрипаля Сидора Андроніческу. У 1928 році в селі Фунду-Молдовей його гру записала фольклорна експедиція Константина Бреїлою. Серед відомих п'єс Козаку — буковинський варіант музичної поеми «Коли чабан втратив овець». Студія грамзапису Electrecord випустила вініловий диск із його записами.
Міхай Лекетуш (рум. Mihai Lăcătuș, 1906—1983) — музикант і майстер народних духових інструментів з міста Кимпулунг (Буковина). Грати на флуєрі почав у шести років, коли пас домашніх овець. У 1948 році створив фольклорний ансамбль, виступав також як соліст. У 1981 році Лекетуш опублікував книгу Şuieră iarba, cântă lemnul («Шумить трава, співає дерево»), де описав своє життя, традиційні техніки гри на народних духових інструментах Буковини — тилинці, молдавському флуєрі та бучумі — а також методи їх виготовлення.
Сілвестру Лунгоч (рум. Silvestru Lungoci, 1939—1993) виріс у сім'ї з сильними пісенними та пастуськими традиціями. З 1960 року був учасником ансамблю Ciprian Porumbescu в Сучаві. Вніс значний внесок у відродження великого флуєра в музичній практиці регіону. Викладав у Народній школі мистецтв у Сучаві, де підготував нове покоління виконавців на флуєрі. З 2014 року в його рідному селі Хородник-де-Жос щорічно проводиться конкурс-фестиваль виконавців на народних духових інструментах його імені. Студія Electrecord випустила кілька альбомів оркестру Ciprian Porumbescu за його участю, а також присвячений йому диск у серії Un virtuose des flûtes Roumaines (Віртуоз румунської флейти, 1974).
Василе Унгуряну (рум. Vasile Ungureanu, нар. 1952, Мэлинь, жудець Сучава, Буковина) — сучасний народний виконавець на традиційному молдавському флуєрі. У 2025 році отримав звання «Жива людська скарбниця» ЮНЕСКО.

## У сучасній культурі
Характерне звучання молдавського флуєра зберігається у творчості сучасних виконавців, які працюють зі спадщиною традиційної музики. Серед них — Флорин Йордан (рум. Florin Iordan) і група Trei parale, артист, що виступає під псевдонімом Чорний дрізд (рум. Mierla Neagră), Келін Хан (рум. Călin Han), а також майстер і виконавець Хораціу Нягое (рум. Horaţiu Neagoe).

## Додаткова література
- Posluşnicu, Mihail Gr. (1928). Istoria musicei la români [Історія румунської музики] (рум.). București: Cartea românească.
- Беров, Л. C. (1964). Молдавские музыкальные народные инструменты (рос.). Кишинёв: Картя молдовеняскэ.
- Alexandru, Tiberiu (1978). Folcloristică. Organologie. Muzicologie. Studii [Фольклор. Органологія. Музикознавство. Дослідження] (рум.). Т. 1. București: Editura Muzicală.
- Vizitiu, Ion (1979). Instrumentele muzicale populare moldoveneşti [Молдавські народні музичні інструменти] (рум.). Chişinău: Literatura artistică.
- Alexandru, Tiberiu (1980). Folcloristică. Organologie. Muzicologie. Studii [Фольклор. Органологія. Музикознавство. Дослідження] (рум.). Т. 2. București: Editura Muzicală.
- Визитиу, Жан (1985). Молдавские народные музыкальные инструменты (рос.). Кишинёв: Литература артистикэ.